# Rhinoclama tsugaruensis
Rhinoclama tsugaruensis is een tweekleppigensoort uit de familie van de Cuspidariidae. De wetenschappelijke naam van de soort is voor het eerst geldig gepubliceerd in 2008 door Yamazaki.